# Tsepo Ramonene Mathibelle
Tsepo Ramonene Mathibelle (* 30. Juni 1991 in Mapeleng, Mabote, Lesotho) ist ein ehemaliger lesothischer Marathonläufer. Er trat bei den Olympischen Sommerspielen 2012 in London und den Olympischen Sommerspielen 2016 in Rio de Janeiro an.

## Sport
Mathibelle begann im Alter von vierzehn Jahren mit dem Laufen. Seinen ersten Marathon lief er 2012 und qualifizierte sich damit für die Olympischen Spiele in London 2012. Im Marathon 2012 kam er mit einer Zeit von 2:55:54 auf den 85. (letzten) Platz. Nachdem er die letzten 3 km fast nur gegangen war, nahm er nochmals alle Kräfte zusammen um joggend über die Ziellinie zu kommen, 48 Minuten nach dem Sieger. Kurz darauf brach er aus Erschöpfung zusammen.
Bei den Marathon-Meisterschaften 2015 in Beijing erreichte er Platz 14 mit einer Zet von 2:17:17.
2016 beendete er den Lauf nicht.
Bei den Commonwealth Games 2022 in Birmingham kam er auf Platz 17.